# Николаев, Евгений Васильевич
Николаев Евгений Васильевич (14 июня 1927, Скнятино, Тверская губерния — 16 ноября 2002, Москва) — художник, скульптор-анималист, камнерез. Член Союза художников СССР с 1961 года (позднее — Московского Союза художников).

## Биография
Родился 14 июня 1927 года в верхне-волжском селе Скнятино (ныне в Калязинском районе Тверской области) в семье железнодорожника. Вскоре после его рождения большая семья переехала в подмосковный город Дмитров, где и прошли его детские и юношеские годы. Во время войны он, 14-летний подросток, трудился кочегаром на паровозе.
После войны поступил в Московское художественно-промышленное училище имени М. И. Калинина, по окончании которого в 1950 г. был распределён в камнерезную лабораторию Научно-исследовательского института художественной промышленности (НИИХП). Работал под руководством В. А. Ватагина (1883—1968), одного из основоположников русской анималистической школы; добрые, доверительные отношения учителя и ученика связывали их до конца жизни Василия Алексеевича.

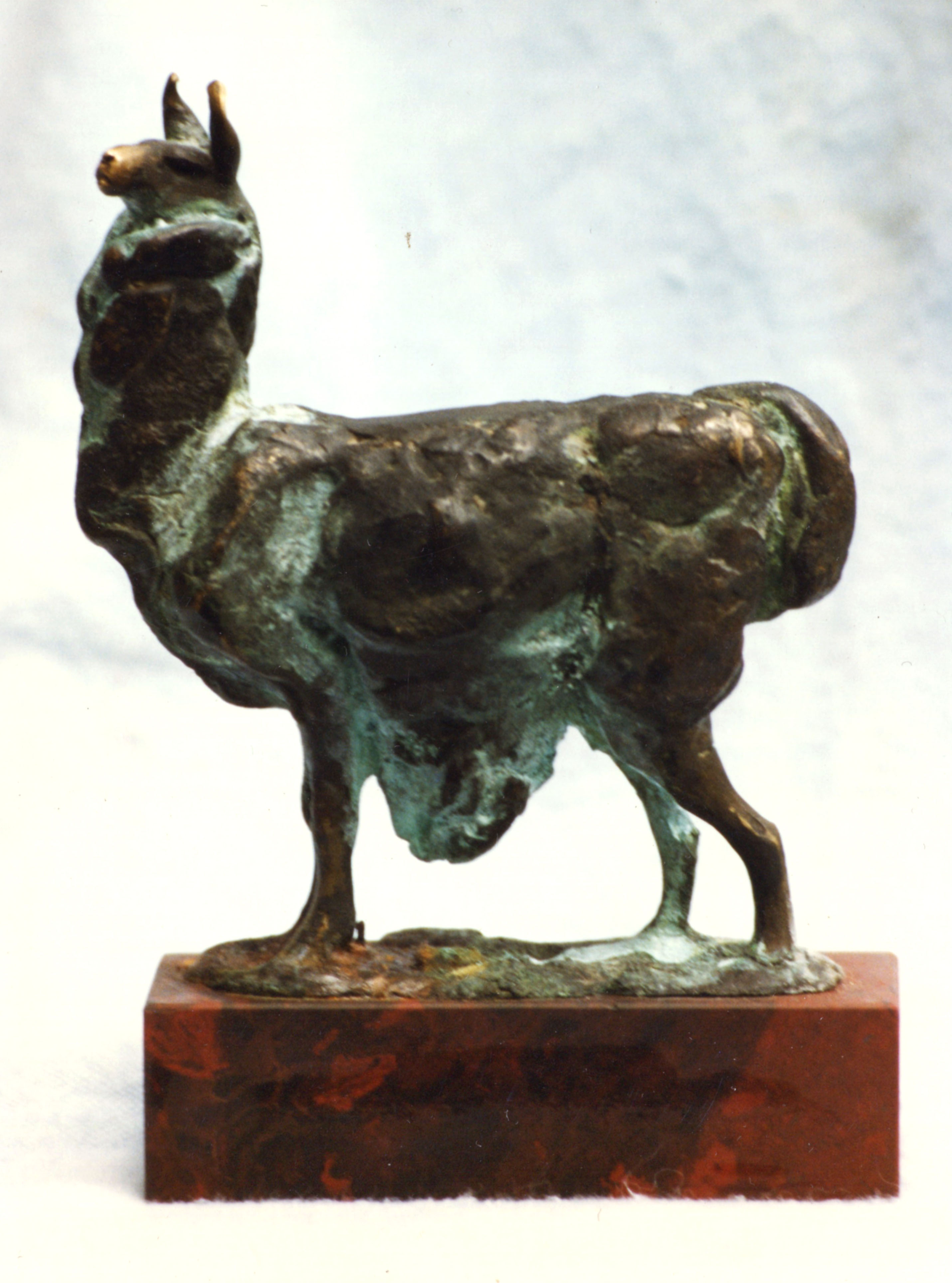
Лама (бронза, яшма)

В 1961 году вступил в Союз художников СССР. В 1962 году окончил с отличием художественный факультет Московского технологического института (МТИ).
С 1952 года — постоянный участник анималистических выставок как в Советском Союзе (позднее в России), так и за границей. Общаясь с И. С. Ефимовым и Д. В. Горловым, А. В. Марцем и А. М. Белашовым, Г. Н. Попандопуло и Б. Я. Воробьевым, П. П. Веселовым и Н. И. Розовым, развивается творчески, совершенствует свой стиль и находит свой путь в искусстве.
С 1971 года и до конца своей жизни преподавал рисунок и композицию, работая доцентом на кафедре художественного факультета Московского технологического института (МТИ). За более чем 30-летнюю педагогическую деятельность он воспитал много молодых талантливых художников, работающих в Москве и во многих других городах нашей страны.
Е. В. Николаев — художник тонкий и разносторонний, ему были по силам как крупные садово-парковые скульптуры, так и произведения малой пластики. Любимым материалом был камень, но он успешно работал и в керамике, фарфоре, дереве и металле. Серии его скульптур из твердых и мягких пород камня и фарфора входят в собрания целого ряда музеев.

## Значимые работы

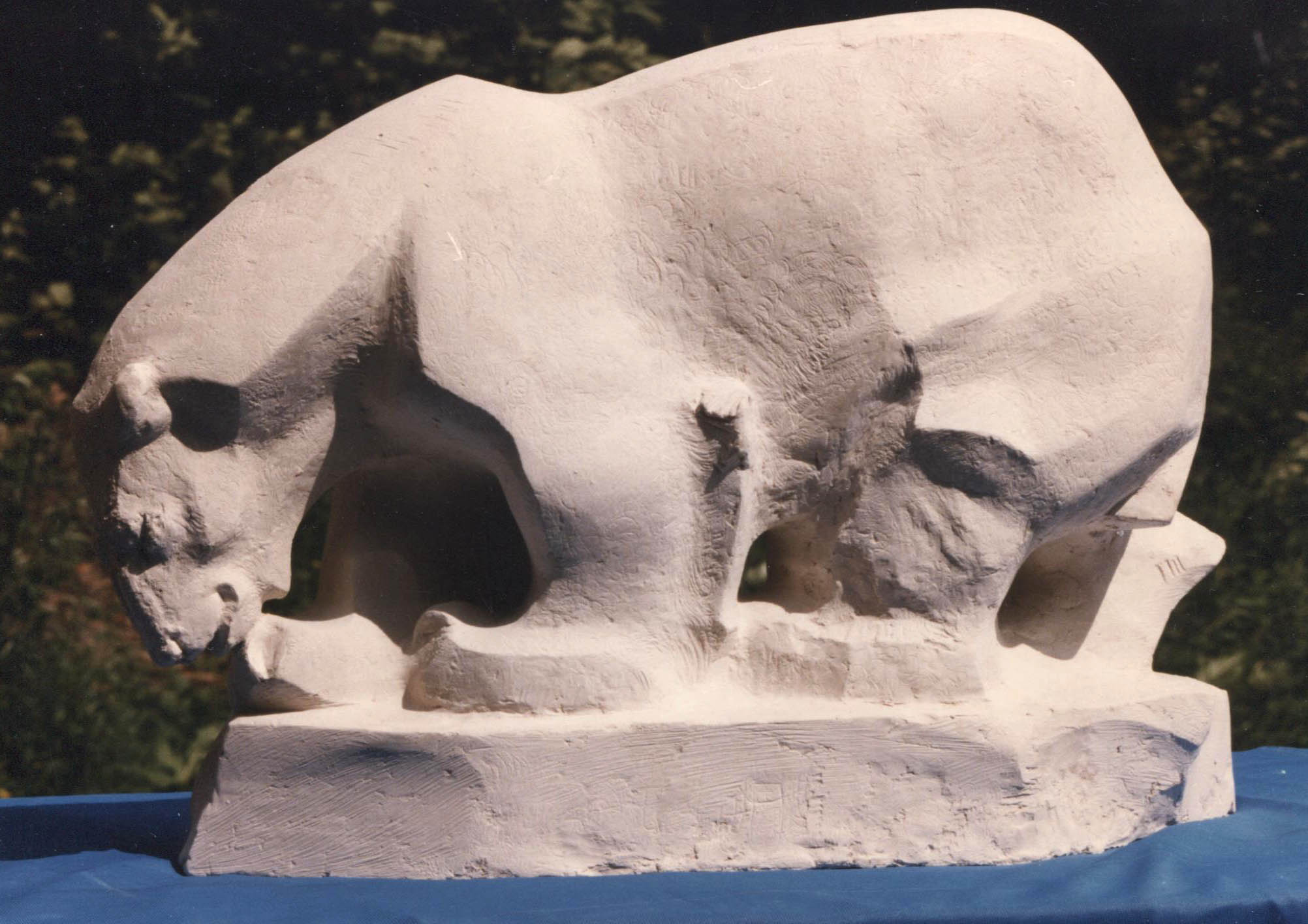
Белый медведь (гипс)

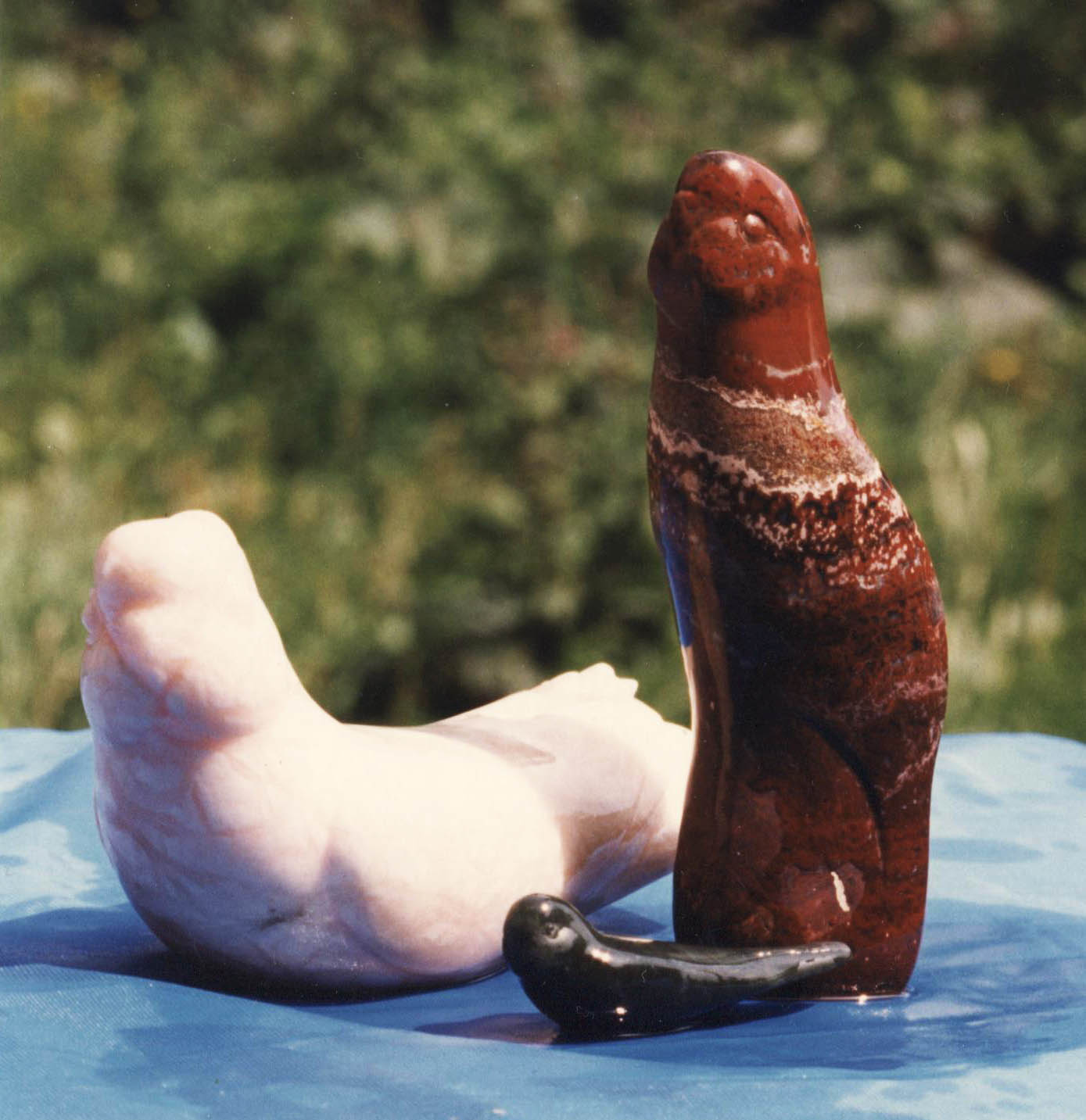
Птички (ангидрит, яшма)

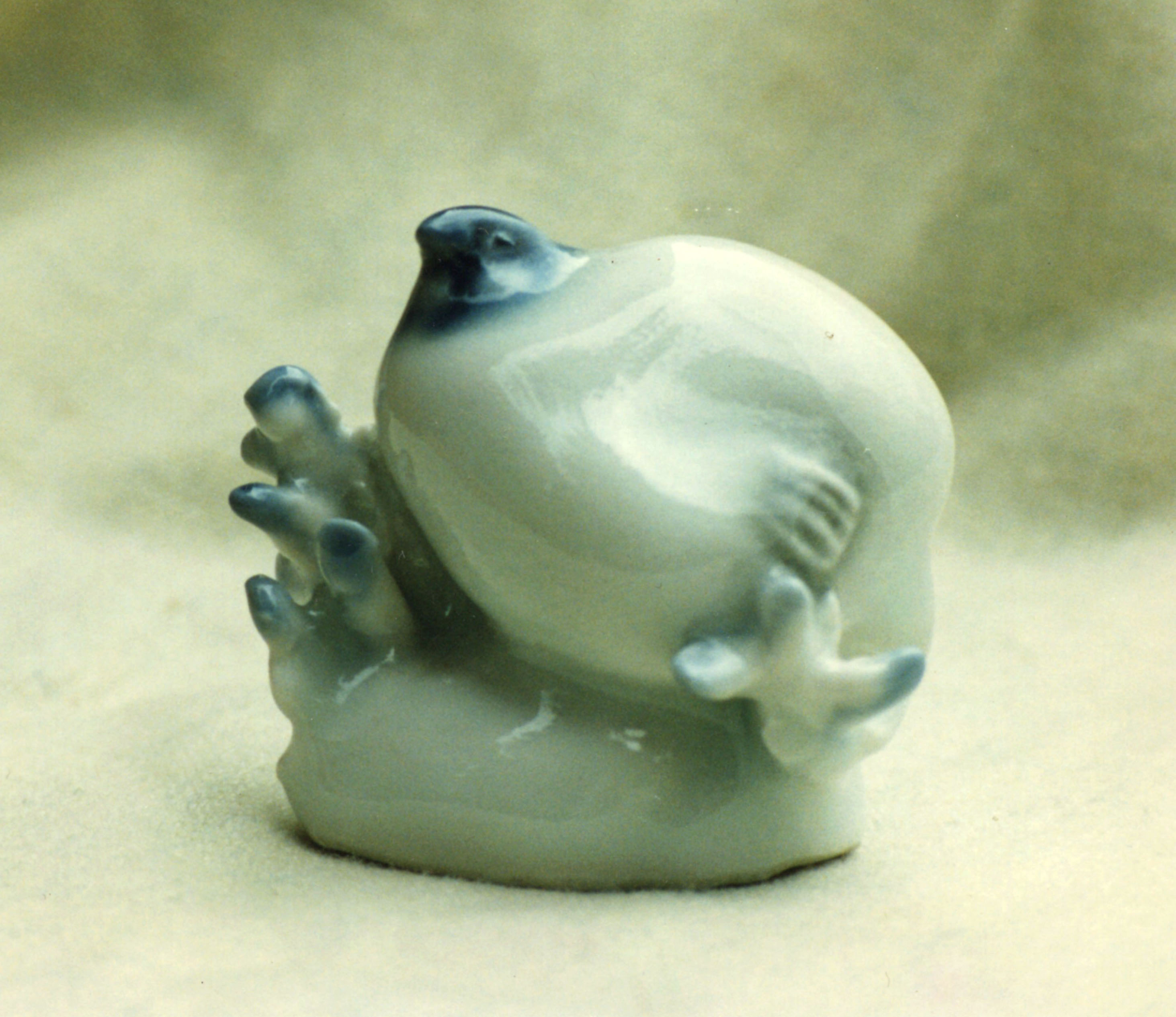
Куропатка (фарфор)

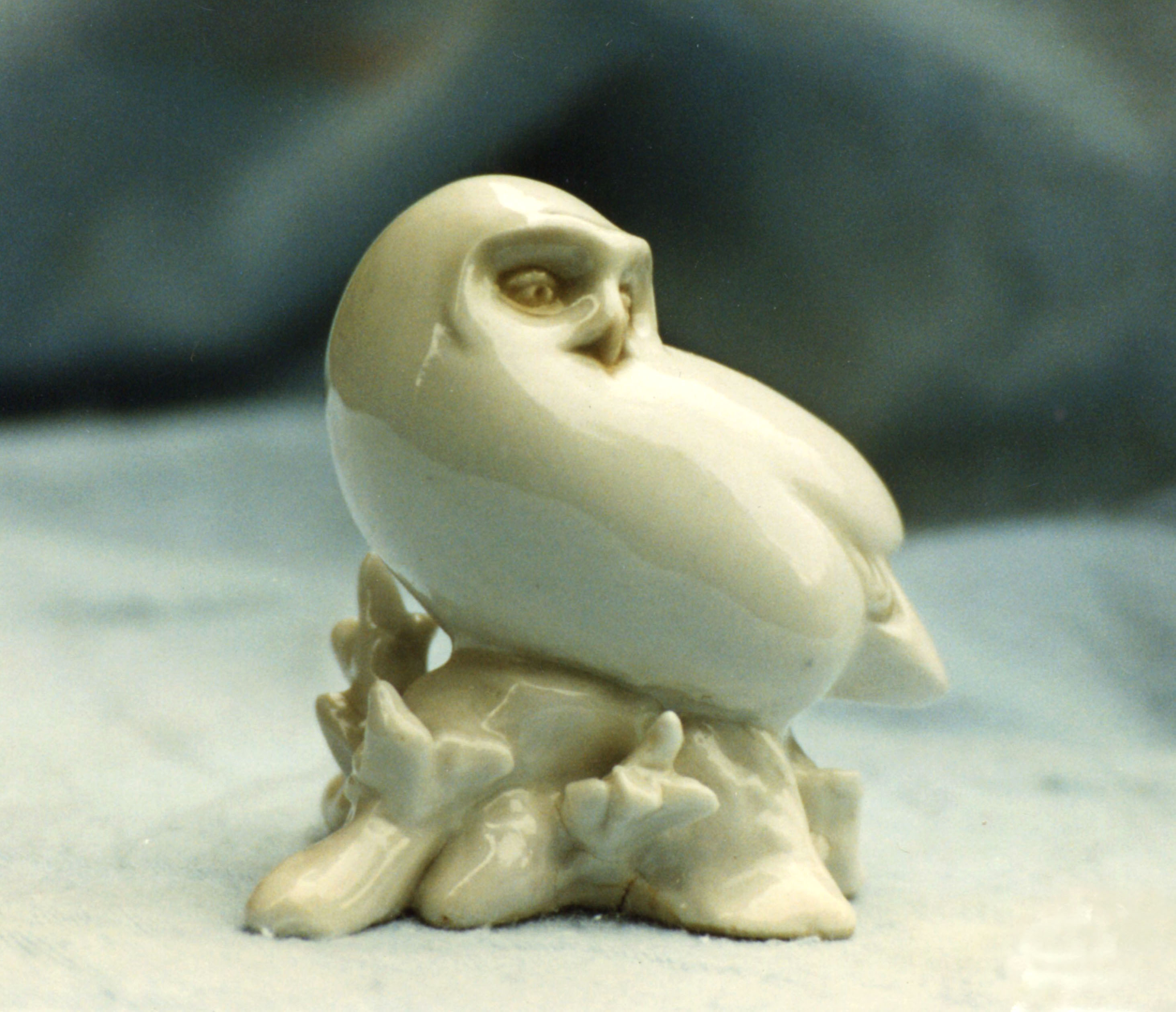
Совушка (фарфор)

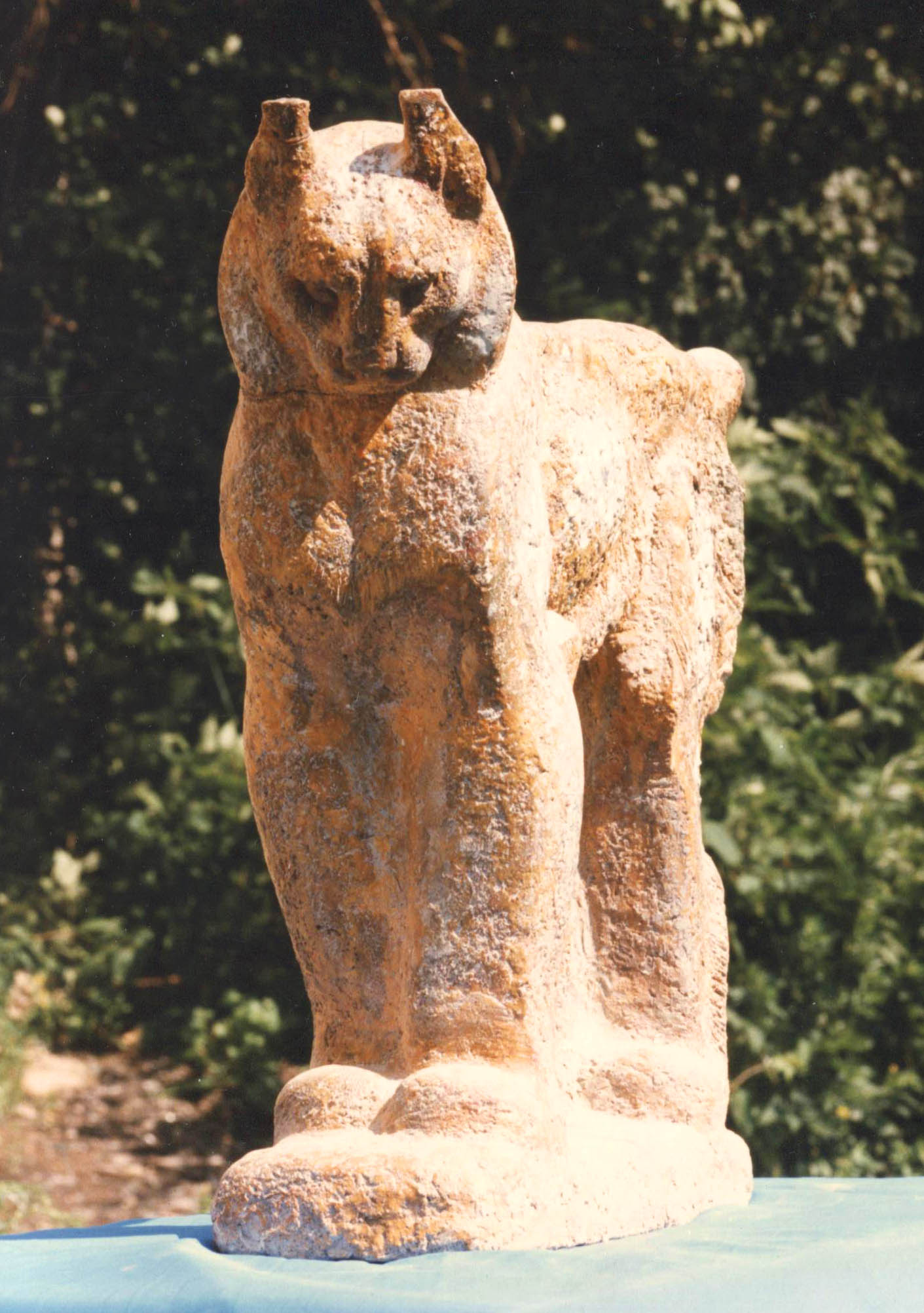
Рысь (шамот)

1. Рельеф «Древо жизни млекопитающих» Архивная копия от 14 июля 2014 на Wayback Machine (состоит из 51 скульптуры животных, размер: 1500 см х 290 см х 30 см, камень: травертин) Палеонтолигечский музей им Ю. А. Орлова, 1986 г.
2. Парковая трехфигурная скульптура «Пеликаны» (размер: 180 см х 150 см х 100 см, материал: бетон) 1987 г.
3. Парковая двухфигурная скульптура «Олени» (размер: 300 см х 220 см х 65 см, материал: бетон) 1970 г.
4. Декоративная трехфигурная скульптура «Семья оленей» (размер: 300 см х 245 см х 70 см, материал: бетон) 1971 г.

## Групповые и персональные выставки, посвященные памяти художника

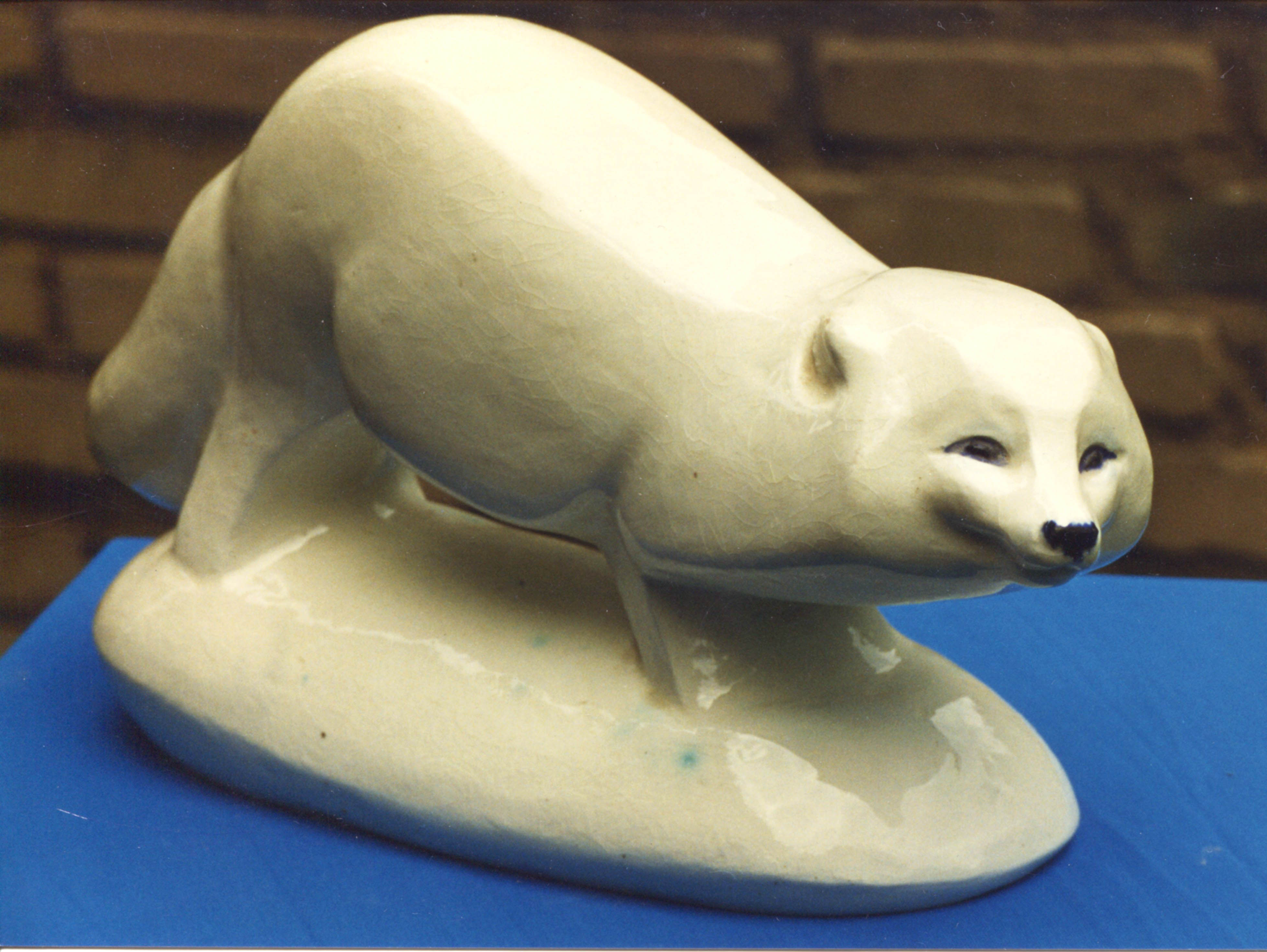
Песец (мориоп)

1. Персональная выставка Николаева Е. В. в Московском доме скульптора, 2003 г. (сюжет на телеканале «Культура»)
2. Персональная выставка Николаева Е. В. в рамках выставки «Бестиарий-2012» Архивная копия от 14 июля 2014 на Wayback Machine в Государственном Дарвиновском музее, 2012 г. (сюжет на телеканале «Культура»)
3. Групповая выставка «Память-2014» в выставочном зале Московского Союза художников (Кузнецкий мост, 20), 2014 г.
4. Выставка «Анималистический ковчег» Архивная копия от 14 июля 2014 на Wayback Machine в Государственном Биологическом музее им. К. А. Тимирязева, 2014 г.

## Музеи, в собрания которых входят работы художника
1. Государственная Третьяковская галерея, Москва
2. Палеонтологический музей им. Ю. А. Орлова, Москва
3. Биологический музей им. К. А. Тимирязева, Москва
4. Государственный Дарвиновский музей, Москва
5. Музей Народного искусства, Москва
6. Краснодарский музей
7. Новокузнецкий музей
8. Брянский музей
9. Смоленский музей
10. Дагестанский музей
11. Чечено-Ингушский музей
12. Кунгурский музей
13. Сергиево-Посадский Государственный историко-художественный музей-заповедник

## Публикации
Книги:
1. Большая Советская Энциклопедия. Том 29, стр. 166.
2. Большая Советская Энциклопедия. Том 36, стр. 286.
3. Семенов В. Б. «Селенит». — г. Свердловск: Среднеуральское книжное издательство, 1984 г.
4. Тихонова В. А. «Лик живой природы». — М.: Советский художник, 1990 г.
5. Ильин М. А. «Русское народное декоративное искусство». — Издана на английском языке.
6. Темерин С. М. «Русское прикладное искусство». — М.: Советский художник, 1960 г.
7. Хитров А. Е. «Рисунок». — М.: Легкая индустрия, 1964 г.
8. Тихонова В. А. «Скульпторы-анималисты Москвы». — М.: Советский художник, 1969 г.
9. Семенов В. Б. «Уральский камнерез». — Пермское книжное издательство, 1982 г.
10. Рыбин, Штиглиц «Мягкие камни. Их свойства, обработка и применение». — Всесоюзное кооперативное издательство, 1959 г.
11. Буданов С. М. «Художественная обработка мягкого камня». — Всесоюзное кооперативное издательство, 1959 г.
12. Профессор Киевленко Е. Я. «Декоративные разновидности цветного камня СССР». — М., «Недра», 1989 г.
13. Каплан Н. И. «Русская народная резьба по мягкому камню». — Всесоюзное кооперативное издательство, 1957 г.
14. Альманах «Советская литература», № 10, 1979 г.

Журналы:
1. «Искусство», № 1, 1956 г.
2. «Искусство», № 10, 1963 г.
3. «Декоративное искусство», № 9, 1963 г.
4. «Декоративное искусство», № 11, 1964 г.
5. «Огонек», 1951 г.
6. «Творчество», № 3, 1957 г.
7. «Школа изобразительного искусства», выпуск 10, издание 1.
8. Выпущена открытка «Народные художественные промыслы». — Советский художник, 1957 г.